# Station Les Vallées
Station Les Vallées is een spoorwegstation aan de spoorlijn Paris-Saint-Lazare - Saint-Germain-en-Laye. Het ligt in de Franse gemeente La Garenne-Colombes in het departement Hauts-de-Seine (Île-de-France).

## Geschiedenis
Het station werd op 15 oktober 1897 geopend.

## Ligging
Het station ligt op kilometerpunt 6,973 van de spoorlijn Paris-Saint-Lazare - Saint-Germain-en-Laye.

## Diensten
Het station wordt aangedaan door treinen van Transilien lijn L tussen Paris Saint-Lazare en Nanterre - Université/Maisons-Laffitte.

## Vorig en volgend station
| Richting                                  | Vorig station       | Lijn    | Volgend station    | Richting           |
| ----------------------------------------- | ------------------- | ------- | ------------------ | ------------------ |
| Nanterre-Université (of Maisons-Laffitte) | La Garenne-Colombes | Trans L | Bécon-les-Bruyères | Paris Saint-Lazare |